# Carmen de Cura (Venezuela)
Pour les articles homonymes, voir Carmen de Cura.
Carmen de Cura est une ville agricole, capitale de la paroisse civile de Carmen de Cura dans l'État d'Aragua au Venezuela.

## Géographie

### Situation
La localité est située sur la route Ramal-15 qui relie Camatagua, chef-lieu de la municipalité, à Taguay dans la municipalité voisine d'Urdaneta.